# Wertmarke

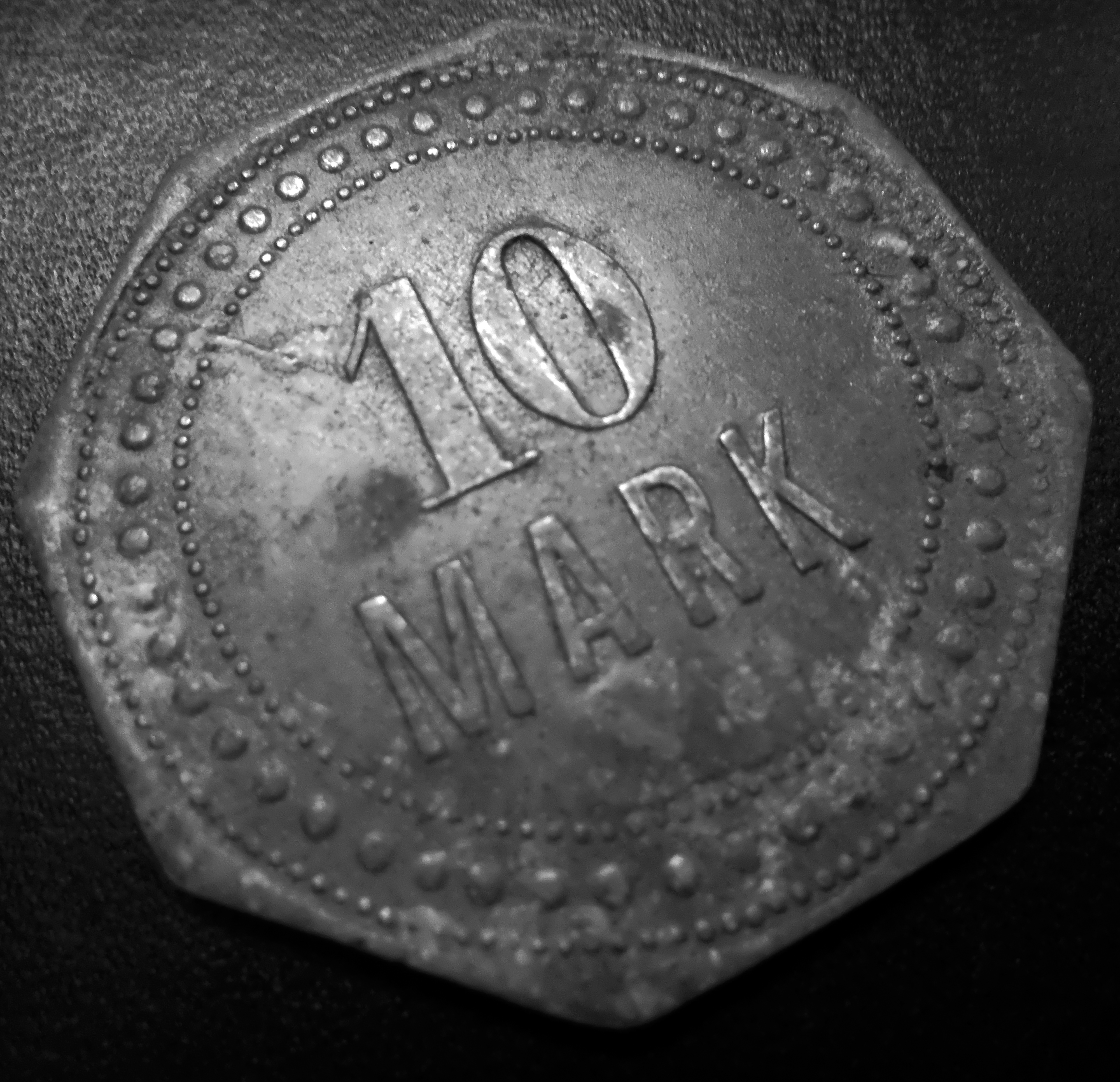
Zehn-Mark-Wertmarke aus Dresden

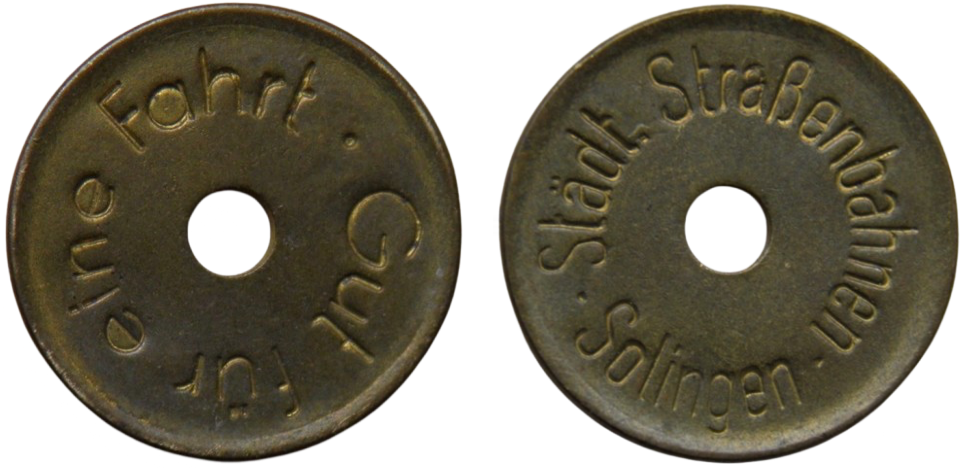
Als Lochmünze ausgeführte Straßenbahnmünze der Städtischen Straßenbahnen Solingen

Als Wertmarke oder Jeton bezeichnet man privates Ersatzgeld aus unedlen Metallen oder Ersatzstoffen.

## Wertmarken
Wertmarken oder privates Ersatzgeld (Geldersatzmittel) sind aus unedlen Metallen oder Ersatzstoffen (Leder, Holz, Keramik, Hartgummi, Plastik, Papier) hergestellt und sind für Dienstleistungen oder Waren eintauschbar. Sie kamen erst im 19. Jahrhundert in Gebrauch und bestimmte Arten dieser Marken sind in manchen Ländern bis heute in Gebrauch. Im englischen Sprachraum werden Wertmarken Tokens, in Frankreich Méreaux und in Spanisch sprechenden Ländern fichas oder boletos genannt. Ferner zählen auch Tormarken und Brotpfennige hierzu. Teilweise kommen sie auch als Fahrkarte zur Verwendung (z. B. New York City Subway, Metro Istanbul, Metro Sankt Petersburg). Ursprünglich sprach man hierbei von einer Straßenbahnmünze. In Hamburg wurden z. B. 1923 Fahrgeldmarken aus Keramik (Bottgerzeug) ausgegeben. In Italien waren spezielle Münzen (Gettoni) für öffentliche Telefonzellen in Gebrauch. Die Verwendung von solchen Marken in Verbindung mit öffentlichen Telefonen oder ganz allgemein Automaten hat den Vorteil, dass man bei einer Preisänderung lediglich den Verkaufspreis der Marken entsprechend anpassen muss, aber keine Änderungen an den Automaten nötig sind.
Wertmarken wurden im 18. und 19. Jahrhundert von manchen Städten in Notzeiten vor allem nach Missernten herausgegeben, um für Bedürftige den Einkauf von Brot zu subventionieren (zum Beispiel Kölner „Brodtpfenninge“ aus den Jahren 1739/40 und die „Brodmarken“ des von Jakob Aders initiierten „Elberfelder Kornvereins“ aus den Jahren 1816/17). Im privaten Bereich gehörten sie zum sogenannten Trucksystem, in dem Lohn teilweise nicht in Geld, sondern in Wertmarken ausgezahlt wurde, um den Einkauf beim Arbeitgeber zu erzwingen. Hierzu gehören zum Beispiel die Veilsdorfer Kupfermarken.

## Gebrauch von Wertmarken in Südamerika, Indien und Ozeanien
In Südamerika wurden Löhne in Salpeterwerken, Minen und Haciendas in Form von Wertmarken (ficha salario) ausbezahlt. Diese Marken konnten ausschließlich in den zu den Unternehmen gehörenden Läden (pulperías) benutzt werden. Eine ähnliche Verwendung fanden Wertmarken (boleto) in den Kaffeeplantagen von Zentralamerika (Costa Rica, El Salvador und Guatemala) und in Teeplantagen Indiens. Vorläufer dieser Wertmarken waren in Spanisch-Amerika des 18. und 19. Jahrhunderts die von Händlern statt Wechselgeld ausgegebenen Wertmarken in Metall oder Karton, die mitades oder señas hießen. In Neukaledonien werden Jetons kostenlos an Bedürftige wie etwa Mädchen aus armen Familien verteilt, um sich damit an Automaten mit notwendigen Artikeln wie z. B. Tampons zu versorgen.

## Typen von Wertmarken
Man kann Wertmarken in zwei Gruppen einteilen:
- 1. Wertmarken, die einen aufgeprägten Wert in der Währung eines Staates aufweisen:
  - Wertmarken von Banken
  - Wertmarken von Geschäften oder Unternehmen
  - Wertmarken von Privatpersonen
  - Wertmarken von Kooperativen
  - Wertmarken von Spielbanken sowie Kasinos (auch „Chips“ oder „Jeton“ genannt)

- 2. Wertmarken, die keinen bestimmten Wert haben und gegen Waren oder Dienstleistungen eingetauscht werden können:
  - Wertmarken für Transport per Bus, U-Bahn oder Fähre (Straßenbahnmünzen), (auch zur Freifahrt von Schwerbehinderten)
  - Wertmarken für Telefongespräche (Telephon-Billet)
  - Wertmarken (meist aus Plastik) als Fahrausweis auf Fahrgeschäften
  - Wertmarken für Getränke oder Speisen (z. B. Bier- oder Kantinenmarken)
  - Wertmarken für Spielautomaten
  - Wertmarken für Waschmaschinen in Gemeinschaftswaschküchen
  - Wertmarken für öffentliche Bäder (z. B. Duschmarken)
  - Wertmarken zum Parken